# Mučibaba
Pour le village kosovar, voir Mučibaba (Gnjilane).
Mučibaba (en serbe cyrillique : Мучибаба) est un village de Serbie situé dans la municipalité de Knjaževac, district de Zaječar. Au recensement de 2011, il comptait 62 habitants.

## Démographie
| 1948 | 1953 | 1961 | 1971 | 1981 | 1991 | 2002 | 2011 |
| ---- | ---- | ---- | ---- | ---- | ---- | ---- | ---- |
| 783  | 746  | 706  | 461  | 311  | 178  | 110  | 62   |

|  |